# Byttneria cordifolia
Byttneria cordifolia är en malvaväxtart som beskrevs av Paul Antoine Sagot. Byttneria cordifolia ingår i släktet Byttneria och familjen malvaväxter. Inga underarter finns listade i Catalogue of Life.